# Гербовая бумага

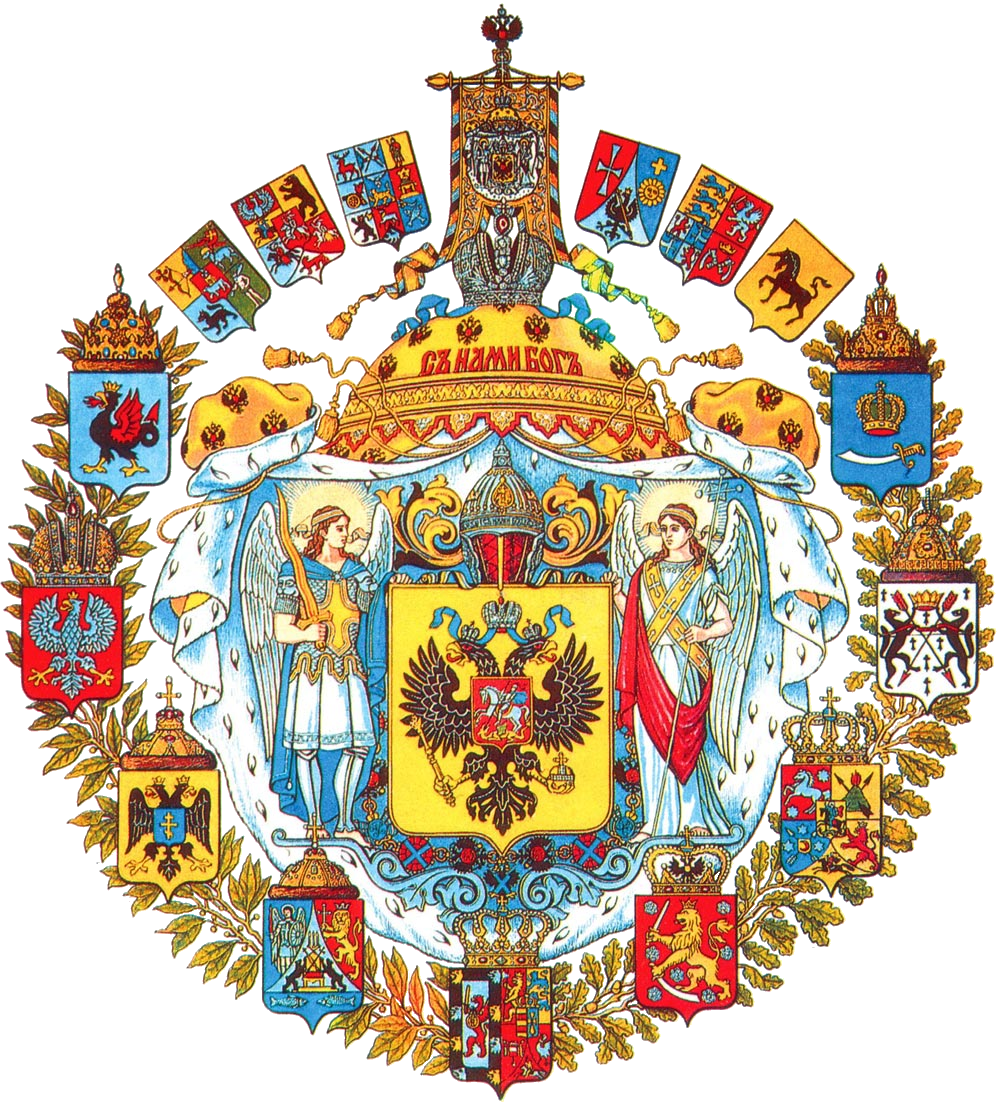
Герб Российской империи.

Ге́рбовая бума́га, Бумага гербовая — специальная бумага с изображением государственного герба (с гербовыми знаками (клеймёная)), продаваемая правительством, на которой писались всевозможные договоры и оформлялись сделки между частными лицами и организациями.
Продолжателем гербовой бумаги, как особого листа бумаги с клеймом, которая служила для подготовки документов и оплаты налогов, стала гербовая марка.

## История
Изобретение гербовой бумаги некоторые писатели приписывают Юстиниану.
Особая бумага с гербом вошла в употребление в Западной Европе не ранее XVII века, прежде всего — в Голландии, когда один из её граждан придумал в 1624 году этот вид государственных сборов, необременительного для плательщиков и выгодного для фиска налога.
Дворецкий боярина Шереметева Алексей Курбатов подкинул в Ямской приказ письмо Петру I в виде доноса. В этом письме Курбатов предложил новый вид государственных доходов. Эта идея очень понравилась Петру, он дал Курбатову звание дьяка Оружейной палаты, дом в Москве, поместье и приказал наблюдать за сбором денег с продажи гербовой бумаги.

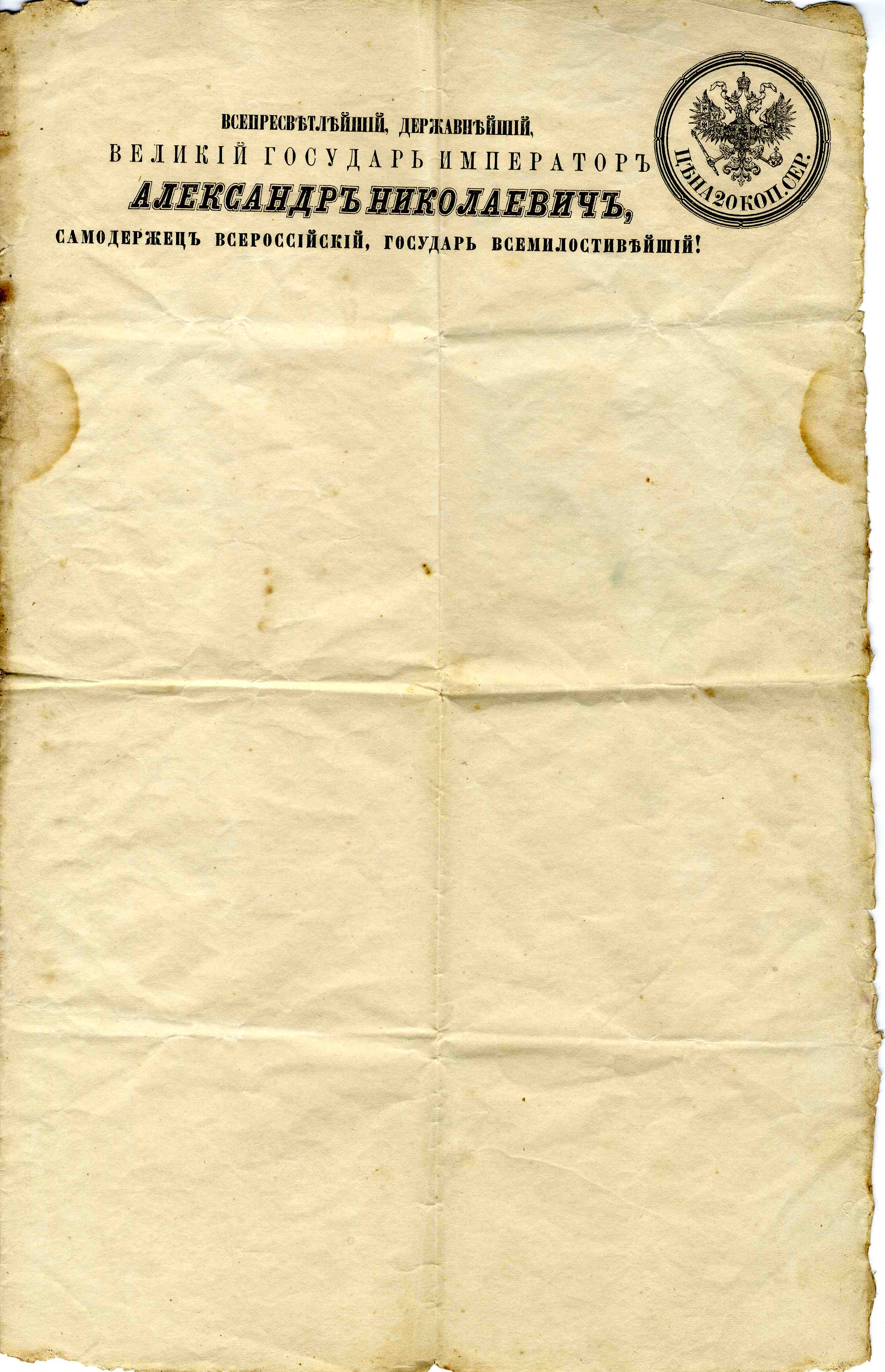
Гербовая бумага Российской империи (бланк)

В Российской империи со времён Петра Великого ряд договоров и сделок (оговоренных императорским указом) считались имеющими юридическую силу только в том случае, если оформлены на гербовой бумаге. Покупка такой бумаги заменяла собой уплату пошлины в императорскую казну. Учреждение, заведующее заготовлением гербовых знаков (гербовых бумаги и марок) — Гербовое казначейство Здание Гербового казначейства находилось по адресу: Дровяная улица, дом № 2 — Рижский проспект, дом № 18, Санкт-Петербург.

## Употребление
Петр I ввёл три вида гербовой бумаги:
1. Под большим орлом — 10 копеек за лист;
2. Под средним орлом — по 1 копейке за лист;
3. Под маленьким орлом — по 1 деньге за лист.
Отныне все крепостные акты на имения и дома, а также другие важные документы должны были оформляться на гербовой бумаге.

## Виды и типы
Существуют следующие виды и типы гербовой бумаги: 
- Актовая бумага[5] — изготовляемая правительством гербовая бумага, употребление которой для написания на ней акта или документа служит средством уплаты причитающегося с этого акта или документа актового гербового сбора;
- Вексельная бумага[6] — гербовая бумага для написания векселей, оплачиваемая пропорциональным — по сумме обязательства — гербовым сбором;
- и другие.